# Per Kjærgaard Nielsen
Per Kjærgaard Nielsen, född den 31 januari 1955 i Århus, är en dansk seglare.
Han tog OS-silver i tornado i samband med de olympiska seglingstävlingarna 1980 i Moskva.